# Mestna avtobusna linija št. 18 (Maribor)
Mestna avtobusna linija številka 18 AP Mlinska – Pekre je ena izmed 19 avtobusnih linij javnega mestnega prometa v Mariboru. Poteka v smeri sever - jugozahod in povezuje središče Maribora s Taborom, Novo vasjo, Zgornjimi in Spodjimi Radvanjami, Pekrami in Rožno dolino.

## Trasa
- smer AP Mlinska – Pekre: Mlinska ulica - Partizanska cesta - Titova cesta - Ulica heroja Bračiča - Svetozarevska cesta - Ulica kneza Koclja - Glavni trg - Stari most - Trg revolucije - Dvorakova ulica - Ulica Moše Pijada - Gorkega ulica - Koresova ulica - Engelsova ulica - Cesta proletarskih brigad - Ulica Pohorskega odreda - Lackova cesta - Bezjakova ulica.
- smer Pekre – AP Mlinska: Bezjakova ulica - Lesjakova ulica - Zvezna ulica - Ob ribniku - Pohorska ulica - Lackova cesta - Ulica Pohorskega odreda - Cesta proletarskih brigad - Engelsova ulica - Koresova ulica - Gorkega ulica - Ulica Moše Pijada - Ljubljanska ulica - Trg revolucije - Stari most - Glavni trg - Ulica kneza Koclja - Svetozarevska cesta - Ulica heroja Bračiča - Titova cesta - Partizanska cesta - Mlinska ulica.

## Režim obratovanja
Linija obratuje vse dni v letu, tj. ob delavnikih, sobotah, nedeljah in praznikih.  Avtobusi najpogosteje vozijo ob delavniških prometnih konicah.